# Abu-l-Atàhiya

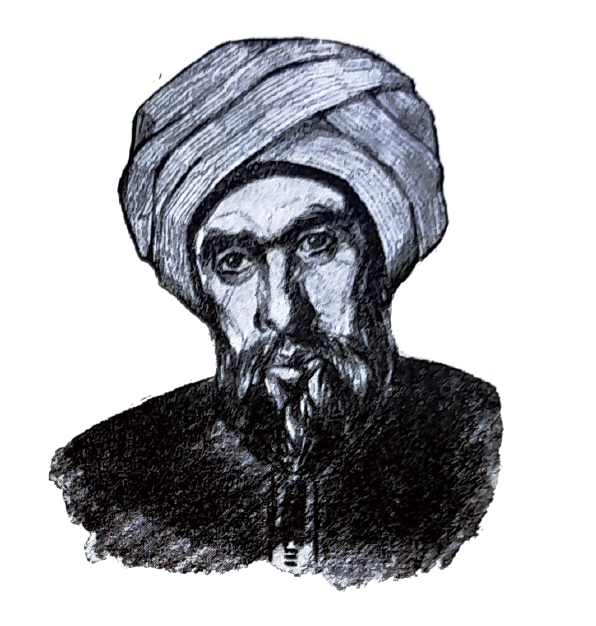
Representació del poeta.

Abu-Ishaq Ismaïl ibn al-Qàssim ibn Suwayd ibn Kaysan, més conegut pel malnom Abu-l-Atàhiya (748-825) fou un poeta àrab nadiu de Kufa o d'Ayn al-Tamr. Era d'una família de mawali (conversos) de la tribu Anaza. Va tenir oficis humils com venedor de pots pels carrers.
A la seva poesia deixa veure l'odi cap a les classes socials dominants. Durant el califat de l'abbàssida Muhàmmad al-Mahdí fou fuetejat i desterrat per un versos inoportuns; els seus versos d'elogi a Al-Hadi van provocar el seu empresonament pel successor Harun ar-Raixid, però després va entrar en el seu cercle; sobtadament va passar a la poesia ascètica i Ar-Raixid el va fer empresonar altre cop però fou alliberat tot seguit.
Va produir un nombre tan gran que el diwan complet de les seves obres no fou mai reunit.